# Lehmann Róbert
Lehmann Róbert (Govasdia-Kaszabánya (Hunyad megye), 1837. június 21. – 1918 és 1934 között) jog- és államtudományi doktor, ügyvéd, kereskedelmi akadémiai tanár, törvényszéki tolmács.

## Életrajza
Első oktatását atyjától Lehmann Károly kincstári bányatiszttől nyerte; gimnáziumi tanulmányait, Gyulafehérvárt kezdette s ugyanott 1856-ban érettségi vizsgálatot tett. Jogi tanulmányait Szebenben 1856 októberében kezdette és 1859-ben befejezte; az elméleti bírói vizsga letétele után császári és királyi helytartósági fogalmazó gyakornok lett.
1859 novemberében hagyatékügyi hátralékok feldolgozása végett a székelykeresztúri császári és királyi járásbírósághoz küldetett ki. 1860-ban császári és királyi járáshivatali actuáriussá előléptetve, a mezősolymosi járáshivatalhoz osztatott be. Az erdélyi köztörvényhatóságok restituciója alkalmából rendelkezési állapotba jutván, 1861 májusában Toplicára, a szülői házhoz ment; itt ugyanezen hónapban hét község jegyzőjének, majd vármegyei assessornak választották.
1862 februárjában a marosvásárhelyi királyi ítélőtáblán ügyvédi vizsgát tett és április 2-án ügyvédi irodát nyitott Déván. 1865-ben Vajdahunyad városának tiszti ügyészévé választatott; mint rendelkezési állapotban levő császári és királyi hivatalnok a marosszéki megyei árvaszékhez rendeltetett be, nemsokára Küküllő vármegyében ügyésznek neveztetett ki. Ez állomások egyikét sem fogadta el, hanem az államszolgálatból végkielégítés nélkül kilépett és az ügyvédséget tovább folytatta.
1868-ban Hunyad vármegye megválasztotta tizeletbeli főjegyzőjévé és az ügyvédi egylet elnökévé; 1869-ben a dévai magyar király fiképző igazgatótanácsának tagjává, 1871-ben a dévai állami reáliskola megyei igazgatótanácsosává és a Déva városi iskolaszék elnökévé, majd a Szent Ferenc-rendi szerzetesek vajdahunyadi klastromának szindikusává választatott.
1874 decemberében az ügyvédség folytatásától felfüggesztették és 1876-ban helyéről elmozdították. Időközben «Sliding» rendszerű panometrikus gyors-számító készüléket dolgozott ki, melyet a magyar királyi földművelésügyi és kereskedelmi minisztérium 1875. évi rendeletével hivatalokban és taneszközül leendő használatra engedélyezett. Szembetegsége miatt orvosai az írástól és olvasástól egy évre eltiltották és ekkor a kolozsvári egyetem jogi fakultására iratkozott be és itt triennális jogi tanulmányait még két szemeszteren át folytatva, előbb az államtudományi doktori vizsgákat letette és doktorrá avattatott.
Szembetegségéből teljesen kigyógyulván, Kolozsvárt ügyvédeknél dolgozott és 1878. szeptember 15-én a Kolozsvárt megnyílt felsőbb kereskedelmi iskolánál a kereskedelmi ismeretek tanításához fogott. Időközben a kolozsvári egyetem bölcseleti fakultására iratkozott be; itt nyolc szemesztert végzett és törvényszéki orvostani korábbi magántanulmányainak gyarapítása végett az orvostudományi fakultásra is beiratkozott; öt szemeszteren át folytatott orvosi tanulmányait, jobb kezén esett sebesülés következtében abbahagyta. 1885-ben legfőbb ítélőszéki határozattal az ügyvédségbe visszahelyezték és ettől fogva a kolozsvári ügyvédi kamarának tagja volt. 1893-tól a kolozsvári királyi törvényszék mellett a magyar, német és román nyelvekben hites tolmács és bírósági szakértő volt a kereskedelmi könyvek és írások elbírálásánál.
A kereskedelmi akadémián német és román nyelvet, kereskedelmi ismereteket, könyvvitelt, nemzetgazdaságtant, pénzügytant, pénzügyismét, kereskedelmi s váltójogot; a kolozsvári női kereskedelmi tanfolyamon két évig irodai munkálatokat és kereskedelmi ismereteket tanított; a kereskedelmi akadémia bentlakásában három évig felügyelő tanár volt. Később a jogi ismereteket és a közgazdaságtant tanította a kolozsvári kereskedelmi akadémián.
Felesége martonosi Gálffi Zsuzsanna volt, aki 1918. október 9-én reggel 9 órakor hunyt el életének 72., házasságának 53. évében.

## Munkái
- Sliding rendszerű gyorsszámoló. Déva, 1875.
- Kleiner unitar. Spiegel. Wien, 1879. (Ferencz József, Unitárius kis tükör cz. munkájának fordítása.)
- Váltóbank- és tőzsde-isme. Kereskedelmi középiskolák második osztálya számára. Valamint magánhasználatra a legujabb miniszteri tanterv alapján. Kolozsvár, 1887.
- Általános jog- és kereskedelmi-isme. Kereskedelmi középiskolák első osztálya számára, valamint magánhasználatra, a legujabb miniszteri tanterv alapján. Uo. 1888.
- Vezérfonal a könyvvitel és a kereskedelmi levelezés tanításához. Uo. 1889.
- Vezérfonal a kereskedelmi ismeretek tanításához. Uo. 1889.
- A pénzügytan alapvonalai. Kereskedelmi középiskolák harmadik osztálya számára a legujabb miniszteri tanterv alapján. Uo. 1889.
- Az 1876. évi XVII. törvényczikkben foglalt magyar váltótörvény, az ausztriai s a romániai váltótörvényekkel szövegileg párhuzamítva, s a magyar kir. curiai, meg a bécsi cs. k. legfőbb itélőszéken kelt 710 döntvénynyel megvilágítva. Uo. 1889.
- A romaniai kereskedelmi törvénykönyv. Fordította s az abban hivatkozott törvények beiktatásával, a védjegyekre, az idegenekre, a közraktárra, a tőzsdékre, a kamatokra, a házalási kereskedésre, áruházak kiárusítására, ügynökök, bizományosok s közvetítők meghatalmazására s e czégek bejegyzésére vonatkozó törvények és szabályrendeletek függelékül vételével megvilágítva. Uo. 1890.